# Jean-Loup Chrétien
Jean-Loup Chrétien (ur. 20 sierpnia 1938 w La Rochelle) – francuski astronauta, generał brygady Francuskich Sił Powietrznych (Armée de l’air), uczestnik radziecko-francuskich misji kosmicznych Sojuz i misji NASA. Był pierwszym Francuzem i zachodnim Europejczykiem w przestrzeni kosmicznej.

## Życie prywatne
Żonaty i rozwiedziony z Amy Kristine Jensen. Pięcioro dzieci. W zimie uprawia narciarstwo, 
w lecie żeglarstwo. Gra w golfa, uprawia windsurfing. Na dodatek gra na kościelnych organach. Jego ojciec Jacques był marynarzem floty wojennej, matka Marie-Blanche Coudurier była gospodynią domową. Chrétien zna biegle francuski, angielski i rosyjski.

## Edukacja
Uczył się w szkole publicznej w Ploujean, w College Saint-Charles w Saint-Brieuc i Liceum w Morlais. W 1961 skończył École de l’air (Francuską Akademię Lotniczą)
w Salon-de-Provence, otrzymując stopień inżyniera lotnika.

## Kariera
Odbył loty na radzieckim statku kosmicznym Sojuz T-6 i stacji kosmicznej Salut 7 (lipiec-sierpień 1982). Drugi raz leciał na statku kosmicznym Sojuz TM-6 (w kosmos) i Sojuz TM-7 (powrót) i stacji kosmicznej Mir (listopad-grudzień 1988).
W latach 1990–1993 przygotowywał się do lotu na wahadłowcu Buran. Wykonał loty treningowe na Tu-154 i MIGu-25.
Trzeci lot kosmiczny odbył w okresie od 25 września do 6 października 1997 na amerykańskim wahadłowcu Atlantis w misji STS-86. W sierpniu 1998 wystąpił do władz USA o przyznanie amerykańskiego obywatelstwa i do włączenia do grupy amerykańskich astronautów NASA. Po spełnieniu tych życzeń pracował w NASA.
W grudniu 1988 został awansowany na generała brygady Francuskich Sił Powietrznych.
We wrześniu 2000 podczas wizyty w sklepie sieci Home Depot w Webster w stanie Teksas upadła na niego z wysokości 4 metrów trzydziestokilogramowa wiertarka. Astronauta doznał urazu głowy i barku. W wyniku odniesionych obrażeń musiał zrezygnować z pracy w NASA w listopadzie 2001. Wytoczył proces sądowy Home Depot o odszkodowanie w wysokości 15 milionów $. Strony doszły do porozumienia. Warunki ugody objęte są tajemnicą.
Po zakończeniu kariery astronauty Chrétien przeszedł do biznesu.

## Odznaczenia i nagrody
- Komandor Legii Honorowej
- Kawaler Narodowego Orderu Zasługi
- Bohater Związku Radzieckiego
- Order Lenina
- Order Czerwonego Sztandaru Pracy
- Medal „Za zasługi w podboju kosmosu” (przyznany dekretem Prezydenta Federacji Rosyjskiej Dmitrija Miedwiediewa, № 435 z 12 kwietnia 2011)[1].
- Honorowy obywatel miasta Aralsk w Kazachstanie
- Universal Astronaut Insignia za lot orbitalny (nr 108) – Stowarzyszenie Uczestników Lotów Kosmicznych (Association of Space Explorers(inne języki))[2]